# Jude (apôtre)
Pour les articles homonymes, voir Jude.
Cet article traite de l'apôtre Jude dit de Jacques, aussi appelé Thaddée (Lebbaeus). Pour le frère de Jésus appelé Jude et auteur de l'épître qui porte son nom, voir Jude (frère de Jésus). Pour l'apôtre Thaddée-Addaï, aussi appelé Judas, ayant évangélisé Édesse et peut-être aussi l'Arménie, voir Thaddée d'Édesse.
Jude (ou Judas) (fils) de Jacques (Ἰούδας Ἰάκωβος), aussi appelé Thaddée ou Judas Thaddée, est l'un des douze apôtres choisis par Jésus. Son nom apparaît dans les listes d'apôtres des Évangiles synoptiques et des Actes des Apôtres, de même que dans de très nombreuses sources ultérieures. Il intervient une seule fois dans l'Évangile de Jean. Liturgiquement, Jude est fêté - avec Simon le Zélote - le 28 octobre pour les catholiques, et le 19 juin seul pour les orthodoxes.
Les différentes traditions divergent sur son identité exacte. Dans la tradition des Églises orientales c'est l'un des quatre « frères » de Jésus dont les noms sont donnés dans le Nouveau Testament. Il est donc le frère de Jacques le Juste, de Joset et de Simon le Zélote et un cousin de Jésus par Joseph. Dans la tradition des Églises latines d'Occident, il est souvent considéré comme l'un des fils de Jacques, non comme son frère. Il est donc distingué du « frère » de Jésus qui porte le même nom. Une partie des catholiques le considère comme le frère de Jacques, de Simon et de Joset, qui sont des cousins germains de Jésus et pas ses frères.
Selon la tradition, après avoir effectué une prédication dans la région Palestine, il s'est rendu « dans le pays Arabe » (probablement en Nabathée), en Syrie, en Mésopotamie et en Arménie. Dans certaines Églises orientales il est aussi appelé Addai. Les récits l'associent souvent à Simon le Zélote qui l'aurait rejoint en Mésopotamie, après avoir prêché en Barbarie, c'est-à-dire dans une région de l'Éthiopie. La tradition arménienne le considère comme le fondateur de son Église avec l'apôtre Barthélemy (dès 43).
Les traditions divergent sur le lieu de son martyre. Il aurait eu lieu soit dans la région de Beyrouth (Béryte dans la province romaine de Syrie), soit au nord de la Mésopotamie désignée sous le nom de Perse. Les sources en arménien sont plus précises et indiquent que Thaddée aurait été exécuté dans la ville de Makou appartenant alors au royaume d'Arménie (aujourd'hui au nord de l'Iran). Une partie de la critique explique ces deux lieux de mise à mort par l'existence d'un deuxième Thaddée, membre des septante disciples de Jésus. Ce pourrait être lui qui est mort au sud du royaume d'Arménie.

## Ses noms et surnoms
Dans les listes d'apôtres des évangiles attribués à Marc et à Matthieu, Judas est appelé Thaddaeus (Mc 3, 18) ou Lebbaeus surnommé Thaddaeus (Λεββαῖος ὁ ἐπικληθεὶς Θαδδαῖος) (Mt 10, 3). Ces deux variantes se retrouvent dans d'autres textes, parfois avec la formule inversée « Thaddaeus surnommé Lebbaeus », comme dans les Constitutions apostoliques. Dans la deuxième Apocalypse de Jacques, il est appelé Theuda. Les fragments de liste des « douze » et « septante disciples », attribuées à Hippolyte de Rome l'appellent « Judas appelé Lebbaeus surnommé Thaddaeus ». Dans l'évangile attribué à Luc et les Actes des Apôtres le nom Thaddée est omis et remplacé par Judas de Jacques (Ἰούδας Ἰάκωβος) (Lc. 6, 16 et Ac. 1, 14). Jérôme de Stridon l'appelait le « trinomus », puisqu'il portait trois noms.

### Jude,ThaddaeusouLebbaeus
Les surnoms Thaddée (Thaddaeus) ou Lebbaeus, ou le diminutif Jude semblent avoir été privilégiés sur le nom Judas probablement pour éviter la confusion avec le traître, Judas Iscariot,, dont le nom suit souvent celui de Thaddée dans les listes d'apôtres. La crainte de cette confusion est perceptible dans la formulation « Judas pas l'Iscariot » que l'on trouve dans l'évangile attribué à Jean (14, 22) et qui renvoie probablement à Thaddaeus. Il est vraisemblable que le nom de « Judas », par trop entaché de la mauvaise réputation due à Judas l’Iscariot, se soit progressivement estompé dans la plupart des traditions chrétiennes au profit de la graphie « Jude », de la même manière, on parle encore de nos jours de l’« Épître de Jude » plutôt que de l’« Épître de Judas ». Selon les manuscrits, dans les listes d'apôtres on trouve parfois le nom Thaddée (Θαδδαιος), Lebbée (Λεββαιος), « Lebbée appelé Thaddée » (Λεββαιος ο επικληθεις Θαδδαιος) ou la formulation inverse « Thaddée appelé Lebbée » (Θαδδαιος ο επικληθεις Λεββαιος).
La forme latine Lebbaeus est peut-être basée sur la racine hébraïque leb (cœur)[source insuffisante]. Thaddée pourrait venir de l'araméen, « taddà » qui désigne la poitrine. Ses deux surnoms auraient donc la même signification dans les deux langues hébraïques. Ils pourraient signifier « le courageux »,, puisque le cœur et la poitrine en sont traditionnellement le siège. Il pourrait signifier aussi « homme de cœur » ou manifester la tendresse.

### Judas le Zélote
Deux variantes de manuscrits des Constitutions apostoliques indiquent que « Thaddaeus, aussi appelé Lebbaeus et surnommé Judas le Zélote, prêcha la Vérité aux Édesséniens et au peuple de Mésopotamie lorsque Agbarus (Abgar) régnait à Édesse. »
Jérôme de Stridon écrit dans son Commentaire de l’Épître aux Galates que « l’apôtre Judas, qui n’est pas le traître » a pris le nom de Zélote « en vertu de son zèle insigne. » Dans son texte contre Helvidius, il parle à nouveau de « Jude Zélote qui est dit Thaddée dans un autre évangile. ». Le Décret de Gélase au VIe siècle déclare canonique l'épître de Jude, qu'il désigne comme « Iudæ Zelotis apostoli » (« l’apôtre Juda Zélotes »).

### Addai
Dans les deux Apocalypses de Jacques du codex V retrouvé à Nag Hammadi, il y a trois personnages principaux, les deux premiers sont Jésus et son « frère » Jacques, le troisième est appelé Theuda (probablement une latinisation de Thaddée) dans la deuxième Apocalypse et est appelé Addai dans la première (IIe siècle). « Il s'agit donc probablement du Addai que les sources tardives d'Édesse et d'Arbèles disent avoir été envoyé par Thomas pour convertir les Syriens ».
Une chronique appelée la Caverne des trésors (titre original « Livre de l'ordre de succession des générations ») écrite en langue syriaque qui date probablement de la fin IIe début du IIIe siècle associe Mari à Addai pour l'évangélisation de l'Adiabène et de la Garamée (Beth Garmai) ce qui correspond au nord de la Mésopotamie ou au sud du royaume d'Arménie, indications compatibles avec ce que l'on trouve dans d'autres textes. Dans les textes du cycle d'Abgar, Thaddée est aussi connu comme Addai. Il s'agit de la légende, connue sous différentes versions semblables à la Doctrina Addai. Dans les Actes de Thaddée en arménien, il est appelé Addaï.
Selon François Blanchetière, Addaï « est l'abréviation d'Adonya (Yavhé est mon seigneur/maître) ». Pour Christelle Jullien, Thaddée est « une transformation évidente de l'Addaï de la tradition syriaque ».

## Les différentes traditions

### La tradition orthodoxe
Pour les orthodoxes, Jude est un des douze apôtres de Jésus, descendant du roi David et de Salomon par « Joseph le fiancé de Marie », dont il est un des fils qu'il a eu avant son mariage avec Marie, avec une autre épouse,. Jude est aussi surnommé « Lebbaeus qui est aussi Thaddeus (Thaddée) » (Mt. 10, 3). Il est aussi appelé Thaddée dans l'évangile attribué à Marc (Mc. 3, 18). Il est identifié avec Judas Barsabas qui, selon les Actes des Apôtres, est chargé par Jacques le Juste, de porter le décret apostolique à Antioche (Ac. 15, 22). Il est parfois appelé Jude (ou Judas) frère de Jacques, pour marquer son humilité. Il aurait aussi été appelé Lévi, ce qui le renvoie avec ses frères à l'appartenance à une famille sacerdotale.
Il a effectué sa prédication en Judée, Galilée, Samarie et Idumée, puis par la suite dans le pays Arabe (probablement la Nabathée), en Syrie et en Mésopotamie et en Arménie. Finalement, il se rendit dans la cité d'Édesse. Là, il finit le travail que n'avait pas achevé son prédécesseur, saint Thaddeus, membre du groupe des soixante-dix. Il existe une tradition, selon laquelle Jude se rendit « en Perse », où il écrivit son épître catholique en grec.

### La tradition nestorienne
La tradition nestorienne reprend le même type d'information que les orthodoxes. Judas Thaddée y est souvent appelé Addaï, celui-ci aurait d'abord été envoyé par l'apôtre Thomas peu de temps après la résurrection de Jésus. C'est de ces apôtres, avec Bar-Tulmai (Barthélemy) et Mar Man  l'un des septante disciples que l'Église apostolique assyrienne de l'Orient a reçu l'enseignement de Jésus,. Cette église aurait initialement été établie à Édesse au Ier siècle et c'est à partir d'Édesse que la « Bonne nouvelle » (évangile) se serait répandue.

### La tradition arménienne

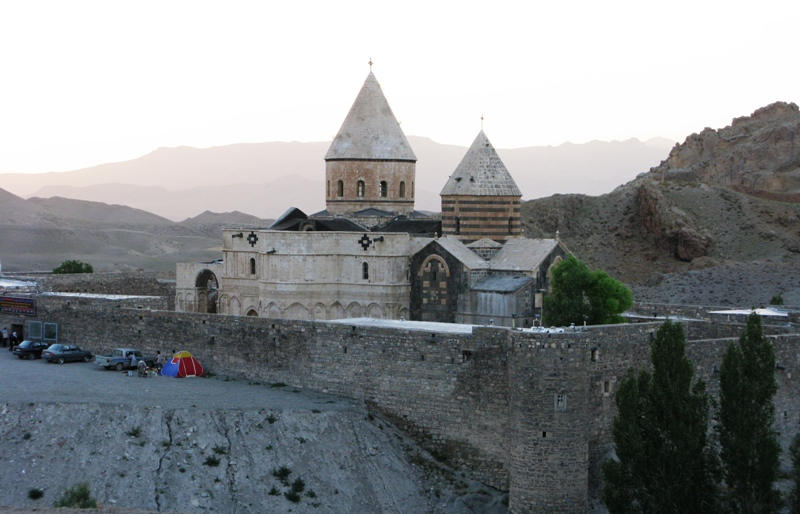
Monastère de Saint-Thaddée.

La tradition affirme que Thaddée fut envoyé évangéliser l'Arménie par Abgar, oncle du roi d'Arménie Sanatrouk, c'est-à-dire Abgar V. Dans les Actes de Thaddée en arménien, ce dernier est appelé Addaï. Les détails varient largement, mais dans tous les écrits, Thaddée convertit Sandoukht, la fille du roi. Dans certaines versions, Sanatrouk se convertit également avant d'apostasier et de devenir hostile au christianisme. Dans tous les cas, il soumet Thaddée et Sandoukht au martyre. L'apôtre Thaddée aurait été exécuté dans la ville de Makou vers 45. D'autres écrits font également arriver l'apôtre Barthélemy en Arménie à l'époque du martyre de Thaddée, où il connut également le martyre dans les années 60. Quoi qu'il en soit de l'authenticité de ces traditions, le christianisme a probablement été introduit assez tôt en Arménie, étant donné que des persécutions contre les chrétiens sont rapportées au cours des années 110 et 230 et en 287 par Eusèbe de Césarée et Tertullien.
Quoique Grégoire l'Illuminateur est crédité du titre « d'Apôtre des Arméniens » pour avoir baptisé Tiridate IV d'Arménie en 301, et convertit les Arméniens, les apôtres Jude et Barthélemy sont traditionnellement considérés comme ayant été les premiers à apporter le christianisme en Arménie, et sont donc vénérés comme les saints patrons de l'Église apostolique arménienne. Le Monastère Saint-Thaddée (dans le nord de l'Iran) est construit à l'endroit supposé du martyr de Jude. Le Monastère Saint-Barthélemy d'Aghbak (dans le sud-est de la Turquie) est construit à l'endroit supposé du martyr de Barthélemy.

### La tradition catholique
Dans la tradition catholique, les « frères » de Jésus ne sont pas de réels frères, mais des cousins germains de Jésus. Ils ne sont ni des fils de Joseph ni des fils de Marie, mais les fils qu'une demi-sœur de Marie, Marie Jacobé, aurait eus avec un frère — ou un demi frère — de Joseph appelé Clopas. Jude est donc le frère de l'apôtre Simon le Zélote et celui de « Jacques le frère du Seigneur », mais ce dernier est identifié à Jacques le Mineur qui est effectivement un fils de Clopas et de Marie Jacobé. Par ailleurs, le fait que Jude soit l'apôtre Jude cité dans les listes de douze apôtres sous le nom de Judas de Jacques ou de Thaddée est contesté.

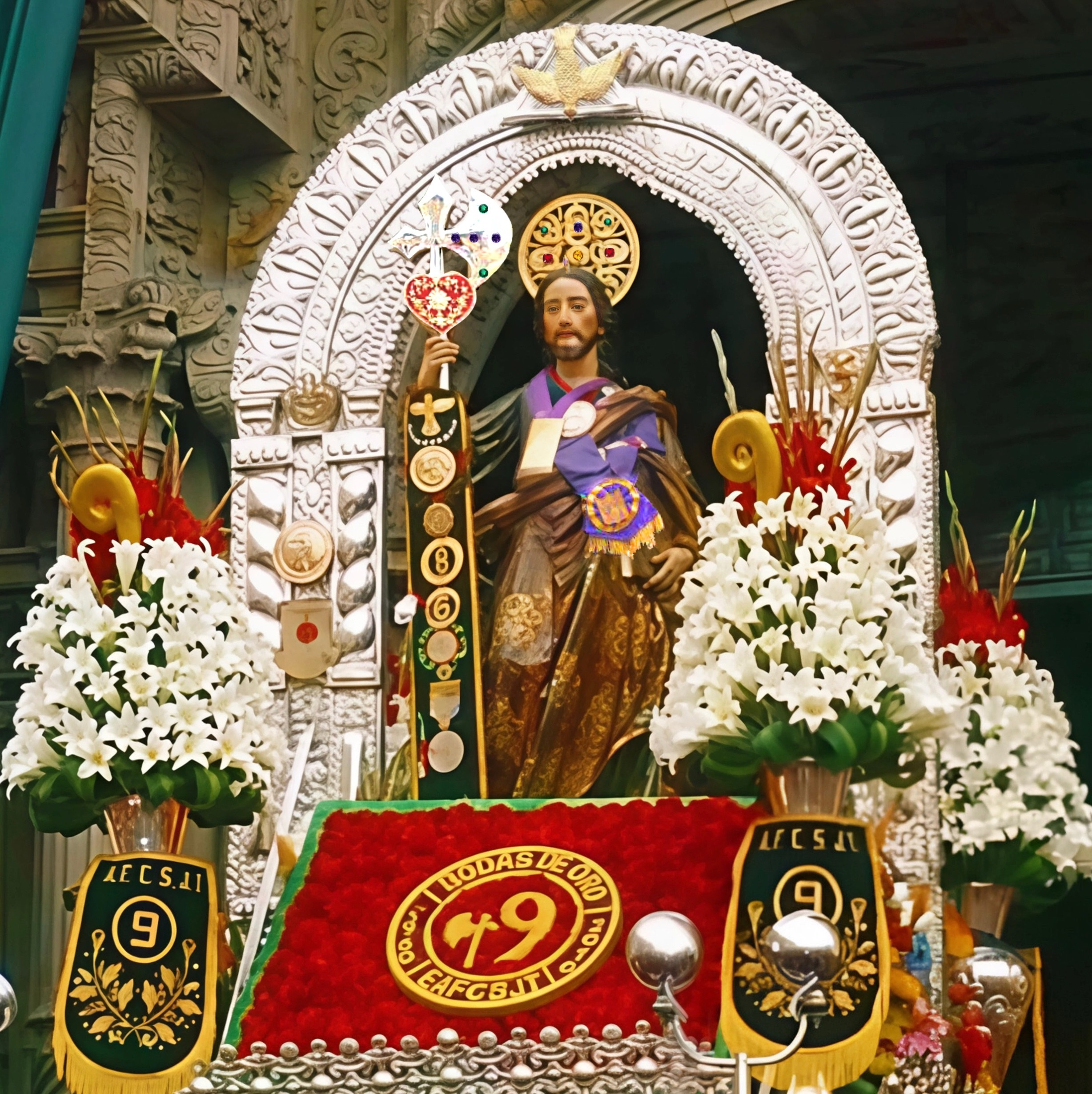
Saint Jude Thaddée, procession Lima (Pérou)

Pour une partie des exégètes catholiques, Judas de Jacques mentionné dans les évangiles synoptiques ne devrait pas être lu comme Judas [frère] de Jacques, en référence à l'épître de Jude où celui-ci se désigne comme frère de Jacques, mais devrait se lire comme Judas [fils] de Jacques. Pour eux, il n'est pas non plus Thaddée/Addai que Thomas envoie à Édesse, ce Judas Thaddée là serait un membre du groupe des septante disciples et pas l'un des douze apôtres et donc pas l'apôtre Judas Thaddée et pas non plus le « frère » de Jésus. Une autre partie de la tradition catholique considère que le « frère » de Jésus appelé Jude est bien l'apôtre Judas Thaddée, en référence notamment à la tradition telle qu'elle est relatée dans la Légende dorée. Il n'est toutefois jamais appelé Addaï.

## Les sources

### Nouveau Testament
Comme cela a déjà été dit, Jude est mentionné dans les Évangiles et les Actes des Apôtres. Le fait de savoir si l'apôtre appelé Judas de Jacques ou Thaddée (qui est aussi Lebbaeus) dans les listes de douze apôtres des évangiles est le « frère » de Jésus appelé Jude, est débattu par les historiens et diverge selon les traditions des églises latines d'Occident et celles des Églises d'Orient. S'il s'agit bien d'un des « frères » de Jésus, les épîtres de Paul de Tarse témoignent que ceux-ci étaient « des personnages influents exerçant une activité missionnaire majeure » et qu'ils disposaient d'un statut élevé dans le mouvement, puisque comme l'apôtre Pierre, ils avaient le droit d'emmener leur femme avec eux (I Corinthiens 9,5).

### LesApocalypses de Jacques
Les deux Apocalypses de Jacques du codex V retrouvé à Nag Hammadi établissent un rapport entre un « Theuda » et Jacques le frère de Jésus. Dans la deuxième Apocalypse de Jacques, Theuda est appelé « du Juste et un de ses parents », c'est-à-dire un des parents de Jacques le Juste, le Juste étant clairement Jacques le Juste, l'expression « du Juste » équivaut à l'expression « Judas de Jacques » de certains évangiles. Un des trois personnages principaux de ces Apocalypses de Jacques est appelé Theuda dans la deuxième Apocalypse et Addai dans la première. Il s'agit donc probablement du Thaddée-Addai « que les sources tardives d'Édesse et d'Arbèles disent avoir été envoyé par Thomas pour convertir les Syriens ». Puisque Addaï, dans la période ancienne, est un protagoniste de peu d'importance pour l'Église grecque et pour l'Occident, on peut donc supposer une connexion entre cette apocalypse et la Syrie et notamment Édesse et l'Osrhoène. La Première Apocalypse de Jacques est un texte antérieur à la rédaction du premier livre Contre les hérésies d'Irénée de Lyon (fin du IIe siècle), puisque celui-ci en cite de très larges extraits, sans toutefois mentionner ni le nom de Jacques, ni celui d'Addai. L'Apocalypse de Jacques est aussi contenu dans le codex Tchacos, son texte est partiellement parallèle au codex V de Nag Hammadi. Dans celle-ci, comme dans l'Évangile selon Thomas et l'Évangile selon les Hébreux, Jacques est désigné comme son successeur par Jésus lui-même,. C'est aussi Jacques qui est impliqué dans l'enseignement d'Addai/Thaddée, alors que les sources plus tardives mentionnent que c'est Thomas qui l'a envoyé à Édesse.

### LesConstitutions apostoliques
Dans les Constitutions apostoliques, quand il s'agit de discuter de Lebbaeus surnommé Thaddaeus — la même formulation que dans l'évangile attribué à Matthieu, l'ordre des deux noms étant seulement inversé — deux manuscrits notent qu'il était aussi « appelé Judas le Zélote ». Celui-ci, « va prêcher la Vérité aux Édesséniens et au peuple de Mésopotamie » lorsque Agbarus (Abgar) régnait à Édesse ».
Les Constitutions apostoliques nous sont parvenues en syriaque. Leur datation est discutée, certains chercheurs estiment qu'il s'agit d'un document du IIe siècle tandis que d'autres estiment qu'il est plus tardif. Comme les textes pseudo-clémentins, eux aussi attestés en syriaque, les Constitutions apostoliques se réfèrent à Jacques « frère de Jésus selon la chair ». De plus, comme dans les Reconnaissances, il est précisé que Jacques a été nommé « évêque » par le Seigneur lui-même.
Les fragments de liste des « douze » et « septante disciples », attribués à Hippolyte de Rome, connaissaient déjà les traditions reliant « Judas appelé Lebbaeus surnommé Thaddaeus » avec l'évangélisation « des Édesseniens et de toute la Mésopotamie » et apportant une lettre à « Augarus » (Abgar). Eusèbe de Césarée expose cette tradition, qu'il déclare avoir trouvé dans les Archives royales d'Édesse. Chez Hippolyte, ce Thaddaeus est clairement le même Judas Thaddaeus (ou Lebbaeus) qui est aussi surnommé le Zélote.

### Les Pères de l'Église
Pour Papias d'Hiérapolis, il est l'un des quatre frères de Jésus. Jérôme de Stridon écrit dans son Commentaire de l’Épître aux Galates que « l’apôtre Judas, qui n’est pas le traître » a pris le nom de Zélote « en vertu de son zèle insigne ». Dans son texte contre Helvidius, il affirme à nouveau : « Jude Zélote qui est dit Thaddée dans un autre évangile ». Le Decretum Gelasianum au VIe siècle déclare canonique une épître Iudæ Zelotis apostoli, « de l’apôtre Jude Zelotes ». Pour Jérôme de Stridon, Thaddée envoyé au roi Abgar est l'apôtre Thaddée cité dans les listes des douze dans les évangiles. Au VIe siècle, Bède le Vénérable le conteste en s'appuyant sur Eusèbe de Césarée qui l'appelle « l'apôtre Thaddée », mais qui mentionne aussi son appartenance au « groupe des soixante dix ». Il en conclut que Thaddée-Addaïe n'est pas l'apôtre Thaddée mentionné dans les évangiles. Indépendamment de cette contestation par Bède le Vénérable, l’évangélisation de l'Arménie par l'apôtre Jude-Thaddée est encore reconnu au Moyen Âge par les Églises byzantine et romaine, comme en témoigne par exemple Photios de Constantinople. Encore au XIIIe siècle, La Légende dorée de Jacques de Voragine fait de même pour ce qui concerne Édesse et la Mésopotamie.

### Les sources en syriaque
Une chronique appelée la Caverne au Trésor qui date probablement de la fin IIe début du IIIe siècle associe Mar Mari à Addai pour l'évangélisation de l'Adiabène et de Garamée (Beth Garmai) comme on le trouve dans d'autres textes.
L'histoire d'Abgar de Léroubna d'Édesse, la Doctrine d'Addaï ou la Chronique d'Arbèles racontent l'envoi par Thomas de Thaddée/Addai au roi Abgar V et l'évangélisation d'Édesse par cet apôtre.

### Les sources en arménien
En dehors du texte de Labubna d'Édesse, il existe aussi en arménien des Actes de Thaddée, dans lesquels ce dernier est appelé Addaï. Pour Christelle Jullien, Thaddée est « une transformation évidente de l'Addaï de la tradition syriaque ».
Il existe en arménien un corpus de témoignages antiques et notamment une traduction arménienne de la Doctrine d'Addaï. Ce texte de tradition arménienne a été rédigé en syriaque et date probablement du IVe ou du début du Ve siècle. Il a été composé vraisemblablement dans l'entourage de l'évêque Rabboula d'Édesse, mais un noyau ancien remonte probablement au IIIe siècle. Selon Alain Desreumaux, le texte fourmille d'anachronismes et les données historiques sont brouillées. En effet, dans ce texte Jésus n'a pas encore été crucifié un ou deux ans après l'an 32, alors que la tradition chrétienne place cette crucifixion en 30. Toutefois, Ilaria Ramelli soutient le point de vue inverse et trouve de nombreuses traces historiques dans la Doctrine d'Addaïe. Dans cette version, le récit se poursuit après que Thaddée ait évangélisé Édesse dirigée par le roi Abgar. L'apôtre aurait continué jusqu'en Arménie. Thaddée aurait été exécuté dans la ville de Makou vers 45, par Sanatruck, neveu du roi Abgar. D'autres textes font également arriver l'apôtre Barthélemy en Arménie à l'époque du martyre de Thaddée, où il connut également le martyre dans les années 60. Bien que l'authenticité de ces versions soient contestée, la tradition est toutefois solidement établie et soutenue par un ensemble de textes comme « Le martyre de Thaddée », « l'histoire de Thaddée et Sanduxt », le « Martyre de Sanduxt », la « Découverte des reliques de Thaddée ». Les chroniqueurs comme Faustus de Byzance ou Moïse de Khorène dans son Histoire d'Arménie relatent les mêmes faits.
Les Actes de Mari reprennent le cycle d'Abgar. Il est probable que ce passage ait été ajouté en préliminaire au récit concernant Mari.

## Circonstances de sa mort
La tradition chrétienne a retenu que Jude a été achevé à coups de massue. Il est d'ailleurs souvent représenté avec cet accessoire. Deux variantes de manuscrits des Constitutions apostoliques indiquent que « Thaddaeus, aussi appelé Lebbaeus et surnommé Judas le Zélote, prêcha la Vérité aux Édesséniens et au peuple de Mésopotamie lorsque Agbarus (Abgar) régnait à Édesse » et fut enterré à Beyrouth en Phénicie. « Deux sources syriaques médiévales confirment la présence d'une tombe de saint Jude à Beyrouth après son martyre : le patriarche syrien-jacobite Michel le Syrien (1166-1199) qui dans sa Chronique mentionne « Jude appelé Thaddée, qui est aussi Labbaï, de la tribu de Judas […] il fut enseveli à Beyrouth » et Bar-Hebraeus (m. en 1283) qui dans sa Chronique ecclésiastique reprend à peu près la même information ». Le corps du Thaddée enterré à Beyrouth aurait été transféré à Rome et placé dans une crypte de la basilique Saint-Pierre. Aujourd'hui ses restes sont dans le transept gauche de la basilique Saint-Pierre, sous l'autel principal de Saint-Joseph dans un tombeau avec les restes de l'apôtre Simon le Zélote.
Pour une partie des historiens l'apôtre Jude est le même personnage que le frère de Jésus du même nom. Ils font — entre autres — remarquer que les relations de la mort de chacun des deux sont compatibles, l'apôtre Jude étant tué d'un coup de masse d'arme, comme le "frère" de Jésus de même nom, mais pour celui-ci il est précisé qu'il a ensuite été décapité. Tous deux sont tués dans la région de Beyrouth. Certains historiens comme Robert Eisenman estiment donc que ces circonstances de mort renvoient au personnage que Flavius Josèphe appelle Theudas (Ant. Jud. XX, 97-98). Theudas étant une latinisation du surnom Thaddée. Celui-ci est d'abord tué après que la cavalerie romaine soit intervenue contre les 400 personnes qu'il emmenait avec lui, puis sa tête est remmené à Jérusalem pour l'exemple. De même Hippolyte de Rome, un auteur chrétien du début du IIIe siècle, semble parler de Theudas dans son Commentaire sur Daniel (IV, 18),. Il dit que c'était un évêque de l'église de la province romaine de Syrie que sa recherche spirituelle non-orthodoxe a fait « divaguer ». Il qualifie ceux qui l'ont suivi de « frères », ce qui montre qu'il les considère comme des chrétiens.
La tradition des Églises arméniennes affirment que Thaddée, après avoir créé une église en Arménie aurait été martyrisé par Sanatrouk, le neveu du roi Abgar V d'Édesse, ainsi que la fille du roi nommée Sandoukht. L'apôtre aurait été exécuté dans la ville de Makou vers 45. Le monastère Saint-Thaddée (dans le Nord de l'Iran) est construit à l'endroit supposé du martyr de Jude.
Il existe donc, deux lieux de sépulture, de même que tant les traditions occidentales que les traditions orientales font état de deux saint Thaddaeus — même si parfois elles ne s'accordent pas sur l'identité de celui qui était appelé Addai — Cela rend encore plus complexe l'identification précise du personnage.

## Identification
Cet apôtre est distinct de Judas l’Iscariote. Dans l'évangile attribué à Jean on lit d'ailleurs la formule « Judas, non pas l’Iscariote » (Ἰούδας οὐχ ὁ Ἰσκαριώτης, Jean 14:22), qui désigne probablement Thaddée. De même, il est différent de l'apôtre Thomas, lui aussi appelé Judas.
Malgré cette clarification, le problème d'identification reste entier, à tel point que certains critiques, qui concentrent leur analyse sur les évangiles, estiment qu'il n'est pas prouvé que le Judas de Jacques de l'évangile attribué à Luc soit le même que le Thaddaeus/Lebbaeus des évangiles attribués à Marc et à Matthieu,.

### Judas de Jacques
Certains critiques estiment que Judas de Jacques (Ἰούδας Ἰάκωβος) que l'on trouve dans l'évangile attribué à Luc doit se lire Judas [fils] de Jacques. D'autres estiment que Judas de Jacques veut ici dire Judas [frère] de Jacques, comme se nomme lui-même l'auteur de l'épître de Jude, traditionnellement attribuée au « frère » de Jésus appelé Jude,. Un fils de Jacques le Juste nommé Judas apparaît bien dans la liste des « évêques » de Jérusalem des Constitutions apostoliques (VII, 46, 1), mais celui-ci succède à Siméon de Clopas mort au plus tôt en 107/108, alors que l'apôtre Jude subit son martyre plusieurs décennies auparavant.

### DeuxThaddaeus
Enfin, la question se complique encore, par le fait que tant les traditions orientales qu'occidentales indiquent qu'il existait deux saints Thaddaeus. L'un était l'apôtre Jude surnommé Thaddaeus et l'autre n'aurait été que membre du groupe des septante disciples de Jésus, dont on ne connaît pas de listes fiables. L'Église orthodoxe fête les deux personnages séparément. Le fait qu'il existe deux sépultures réputées avoir été celle de l'apôtre Judas Thaddée, l'une à Beyrouth, l'autre dans ce qui était à l'époque le sud du royaume d'Arménie tend à renforcer cette hypothèse, sans toutefois résoudre la question.

### «Frère» de Jésus

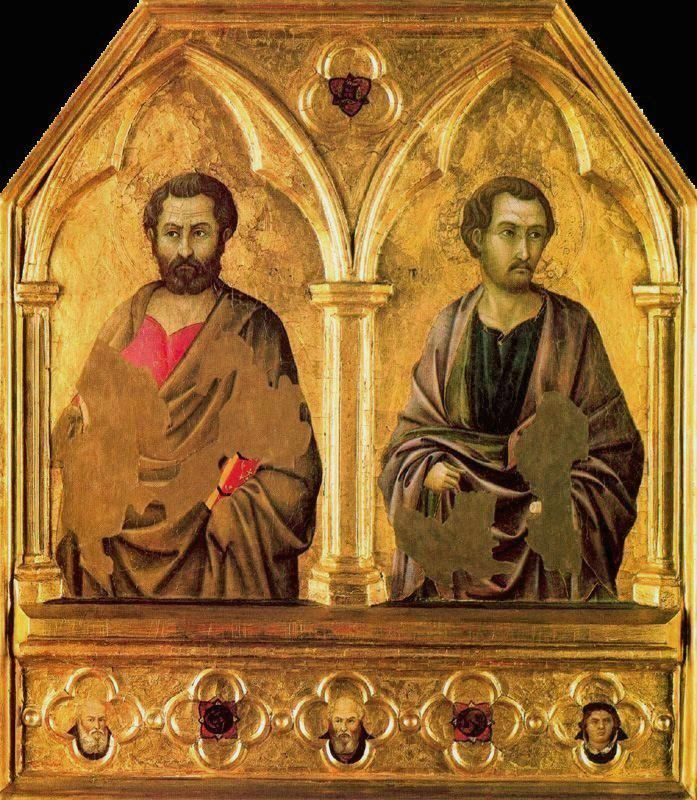
Saint Simon et saint Jude Thaddhée, Ugolino di Nerio (1325), National Gallery, Londres.

Les critiques qui voient en Jude le frère de Jacques le Juste et de Simon le Zélote comme l'indiquent de nombreuses sources appartenant aussi bien aux traditions des Églises orientales qu'occidentales, se divisent sur la question de savoir si ces « frères » de Jésus étaient d'authentiques frères de Jésus ou ses cousins germains. Chez les historiens, il y a toutefois peu de doute sur le fait que ces « frères » de Jésus étaient de réels frères, fils de Joseph avec Marie.
La confusion semble provenir de l'identification du "frère" de Jésus, Jacques le Juste avec Jacques le Mineur effectuée par Jérôme de Stridon (saint Jérôme), qui considère les « frères » de Jésus comme des cousins, précisément des fils de Marie Jacobé avec Clopas. L'identification proposée par S. Jérôme est devenue la tradition de l'Église catholique romaine. De plus à partir du Ve siècle, l'idée que Joseph et Marie aient eu d'autres enfants est devenue une hérésie, et « n'a plus guère été soutenue, jusqu'à l'apparition, il y a deux siècles, des études critiques du Nouveau Testament ». Il est donc logique que des critiques aient considéré que tous ceux qui étaient appelés frère de Jésus étaient des fils de Clopas, bien que S. Jérôme n'ait alors parlé que des deux fils de Clopas mentionnés dans les évangiles: Jacques le Mineur et José. Cette identification n'a toutefois jamais été acceptée par les Églises orientales qui distinguent Jacques le Mineur et Jacques frère du Seigneur et les fêtent séparément et pour qui l'apôtre Jude est bien celui qui est appelé « frère » de Jésus dans les évangiles synoptiques et dans d'autres textes chrétiens.

### Judas le Zélote
Son surnom, « le Zélote » comme celui de l'apôtre Simon, associé au discours de Jésus tel que transcrit par les évangiles, conduit certains historiens à penser que Simon et Jude étaient membres du groupe zélote, ou des anciens membres qu'ils auraient quitté pour rallier le mouvement de Jésus. Ces deux apôtres semblent avoir agi en commun pour l'évangélisation de territoires situées à l'Est de l'Euphrate et sont considérés comme étant deux frères. Toutefois, la question de savoir s'ils appartenaient au mouvement zélote est débattue chez les historiens. Pour Gérard Nahon, l'apôtre Simon était un Zélote et Jésus, crucifié entre deux « brigands », a peut-être été « considéré comme zélote par Pilate, qui venait de faire exécuter des Galiléens (évangile selon Luc, XIII, 1). » André Paul estime que « comme d'autres apôtres du Christ, Simon devait être un ancien zélote. » Robert Eisenman estime que Simon et Jude étaient des Zélotes. Toutefois pour Simon Claude Mimouni, l'appellation « Simon le Zélote » ne renvoie pas au groupe des Zélotes, mais signifie simplement « Simon le Zélé ». Pour lui, ce groupe n'existe pas à l'époque de Jésus, mais son mouvement a toutefois pu relever « d'un de ces mouvements d'opposition de la société installés tant en Galilée qu'à Jérusalem ». « C'est en tout cas ainsi qu'il a été compris par certains de ses disciples, et notamment par ses frères dont le premier d'entre eux est Jacques le Juste. Autrement dit Jésus a très bien pu être l'un de ces révoltés qui ont été si nombreux à son époque ».

### Des personnages encombrants
Pour certains historiens, ce sont les trois « frères » de Jésus appelé Jacques, Jude et Simon qui étaient membres du groupe des douze apôtres et sont mentionnés souvent dans cet ordre dans les listes d'apôtres à partir de la neuvième place. La perte d'identité dont ont été victimes les frères de Jésus pourrait être liée au fait que — tout au moins pour les églises sous dépendance de l'Empire romain — ces personnages pourraient avoir été embarrassants. Pour Robert Eisenman, c'est en raison du caractère encombrant de ces personnages que leur appartenance au groupe des douze apôtres a été peu à peu oubliée. Aux raisons classiquement invoquées, il en ajoute une : ils étaient des Zélotes. En tout cas, ce surnom a probablement provoqué plus que des interrogations de la part des adversaires polythéistes des chrétiens, du fait même de la très mauvaise réputation des Zélotes dans l'Empire romain.
De plus, le frère de Jude, Jacques le Juste « devint une source d'embarras, une sorte d'anomalie dans l'histoire de l'Église » telle que ses « maîtres à penser » souhaitaient la reconstituer. D'abord, Jacques était appelé partout le frère du Seigneur alors que Jésus n'était plus supposé avoir eu des frères.
Ensuite, Jacques et ses frères partisans du maintien de l'observance des règles de la Loi (la Torah) et de la séparation entre chrétiens d'origine juive et pagano-chrétiens, ne pouvaient « guère plaire à une Église d'origine surtout païenne et détachée de la Loi ». L'image et le prestige de Jacques le Juste et des autres frères de Jésus ont donc, « dans une large mesure, suivi les vicissitudes du judéo-christianisme ».
Enfin, le rôle de Jacques dans l'Église primitive remettait en cause le schéma selon lequel c'est à Pierre que Jésus a transmis la responsabilité de l'Église et contredit aussi la primauté que la Grande église lui accorde. Défendre la primauté de Jacques « ne pouvait que déplaire à l'Église de Rome » qui justifiait sa prééminence sur les autres églises « par celle de Pierre, son fondateur présumé ». L'insistance — dont témoigne dès le VIe siècle Bède le Vénérable — pour affirmer que le Judas Thaddée qui a évangélisé Édesse et le sud de l'Arménie n'est pas l'apôtre de même nom, contre l'avis de saint Jérôme, était peut-être inspiré par la même préoccupation, mais en direction des Églises de ces régions.

## Hagiographie

### Dans laLégende dorée
- Jacques de Voragine, La Légende dorée, Notice sur Jude et Simon, volume 1, p. 328s.

La Légende dorée de Jacques de Voragine donne un état des traditions dans les Églises occidentales au XIIIe siècle. Jude et Simon le Cananéen (Simon le Zélote) sont traités dans la même notice. Ils sont tous deux frères de Jacques le Mineur, fils de Marie Cléophé (Marie fille de Cléophas) et épouse d'Alphée. Jacques de Voragine reprend donc ici le schéma qui découle de la proposition de Jérôme de Stridon, qui a fait des « frères » de Jésus des cousins germains de ce dernier. Ce schéma a été hégémonique dans l'Église latine d'Occident à partir du Ve siècle et n'a commencé à être remis en cause qu'il y a deux siècles, lorsque l'étude critique du Nouveau Testament a débuté. Depuis plusieurs décennies, cette étude se nourrit des éléments apportés par les textes déclarés apocryphes.
L'apôtre Thomas envoie « l'apôtre Thaddée qui est aussi appelé Jude » à Abagar (Abgar V), roi d'Édesse, après la crucifixion de Jésus et son ascension. Après qu'Abgar ait reçu le portrait de Jésus, Jude est arrivé à Édesse et « Abagar vit sur son visage un éclat d'une splendeur divine. Il fut tout étonné et effrayé et il adora le Seigneur ». Jude lui répondit « Si tu crois au Fils de Dieu, tu auras tout ce que ton cœur désire ». Ce à quoi Abagar répond : « Je crois vraiment et je tuerais volontiers les juifs, qui ont tué Jésus-Christ, si j'en avais la possibilité et si l'autorité des Romains ne m'en empêchait pas ». Jude guérit alors le roi de sa « lèpre » en lui frottant le visage avec la lettre écrite par Jésus.
Jude a prêché en Mésopotamie et dans le royaume du Pont. Simon a d'abord prêché en Égypte. Ensuite, ils vinrent ensemble en « Perse ». Ils prédisent à Baradach, roi de Mésopotamie, qui était en route avec son armée contre « les Indiens », que dès le lendemain les émissaires des « Indiens » arriveront pour faire la paix, alors que les devins du roi prédisaient de grandes guerres et beaucoup de dangers qui menacent le peuple. Ils confondent ensuite les magiciens du roi, d'abord en les paralysant, puis après leur avoir rendu leur faculté de mouvement, en les rendant aveugles. Vient alors le tour des orateurs du roi que les deux apôtres vainquent aussi. Ils font encore d'autres miracles et reste un an et trois mois dans ce royaume de « Babylone ». Durant leur séjour, il baptisèrent le roi, les princes et plus de 70 000 personnes sans compter les petits enfants. Les deux apôtres sont ensuite martyrisés dans la ville de Sannir, à l'initiative des magiciens qui continuaient à s'opposer à eux. Le roi fit transporter dans sa ville le corps des deux apôtres et fit construire dans sa ville une église d'une magnificence admirable.

### Culte
Jude est considéré comme l'un des saints les plus couramment invoqués. C'est le saint protecteur des causes difficiles ou désespérées pour les chrétiens, à l'instar de sainte Rita de Cascia. Il est reconnu comme étant le saint de l'espoir. Il existe de multiples prières demandant l'intercession de Judas Taddée auprès du Christ.
L'Église catholique l'honore le 28 octobre avec son frère Simon le Zélote. Les orthodoxes le fêtent le 19 juin.
Il connaît une dévotion particulière dans les pays d'Amérique Latine, en particulier au Mexique, au Guatemala et à Cuba.

### Iconographie
Jude Thaddée est traditionnellement représenté portant l'image de Jésus à la main ou près de sa poitrine, en référence au portrait de Jésus que le scribe Ananias aurait réalisé et donné au roi Abgar d'Édesse.
Il est souvent représenté aux côtés de Simon avec qui il prêche en Syrie et en Mésopotamie. Il porte la massue et la hache avec lesquelles il fut mis à mort lors de son martyre en Perse ou près de Beyrouth, qui devient ainsi son attribut traditionnel. Il porte parfois une équerre.

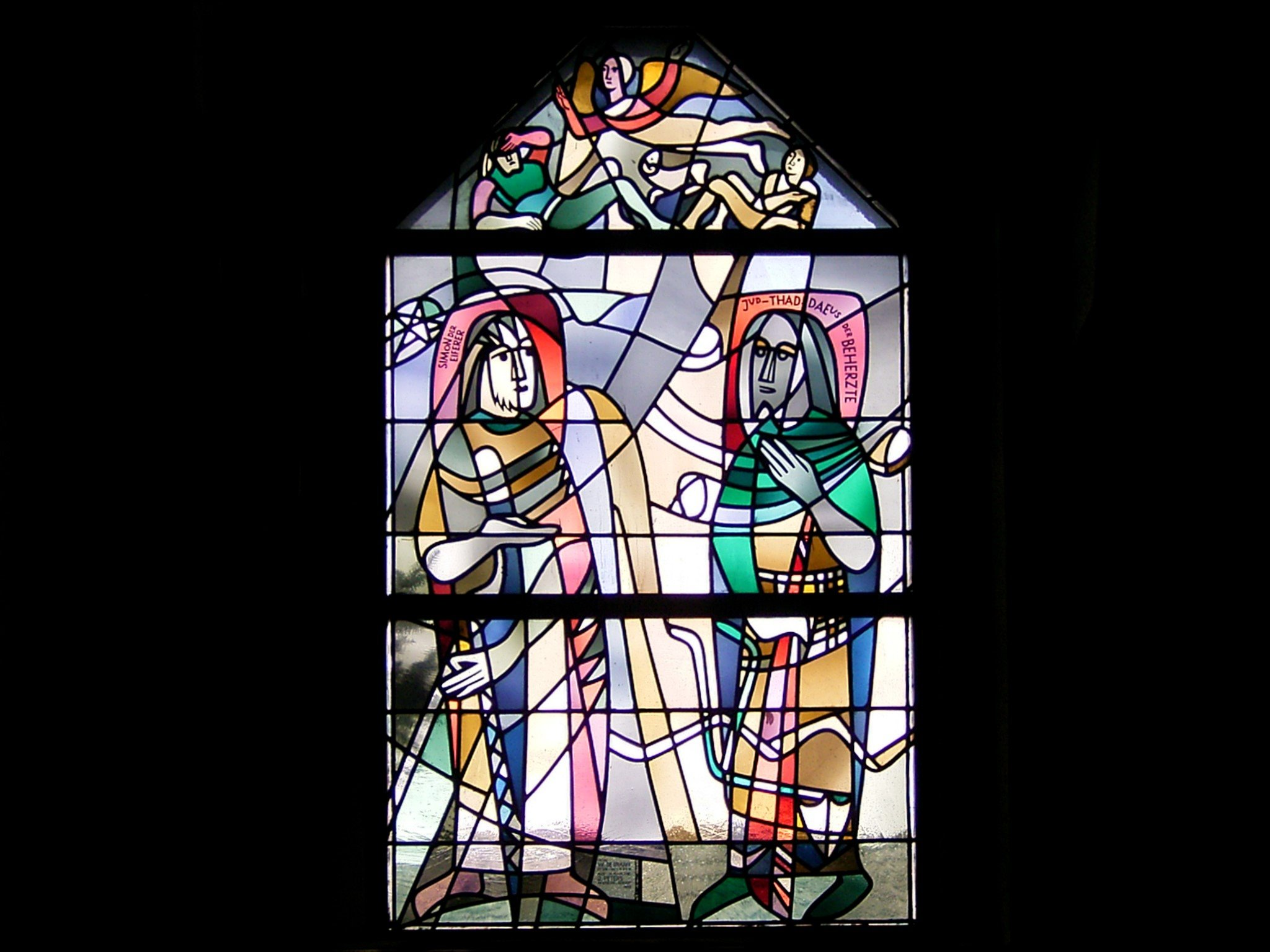
Simon (à gauche) et Jude (à droite), vitrail à Sankt Andreas, Bergisch Born.
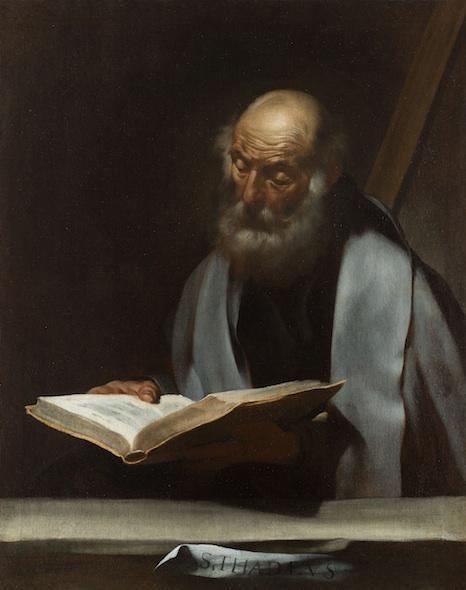
Saint Jude Thaddée par José de Ribera (1609-1610), musée des Beaux-Arts de Rennes.
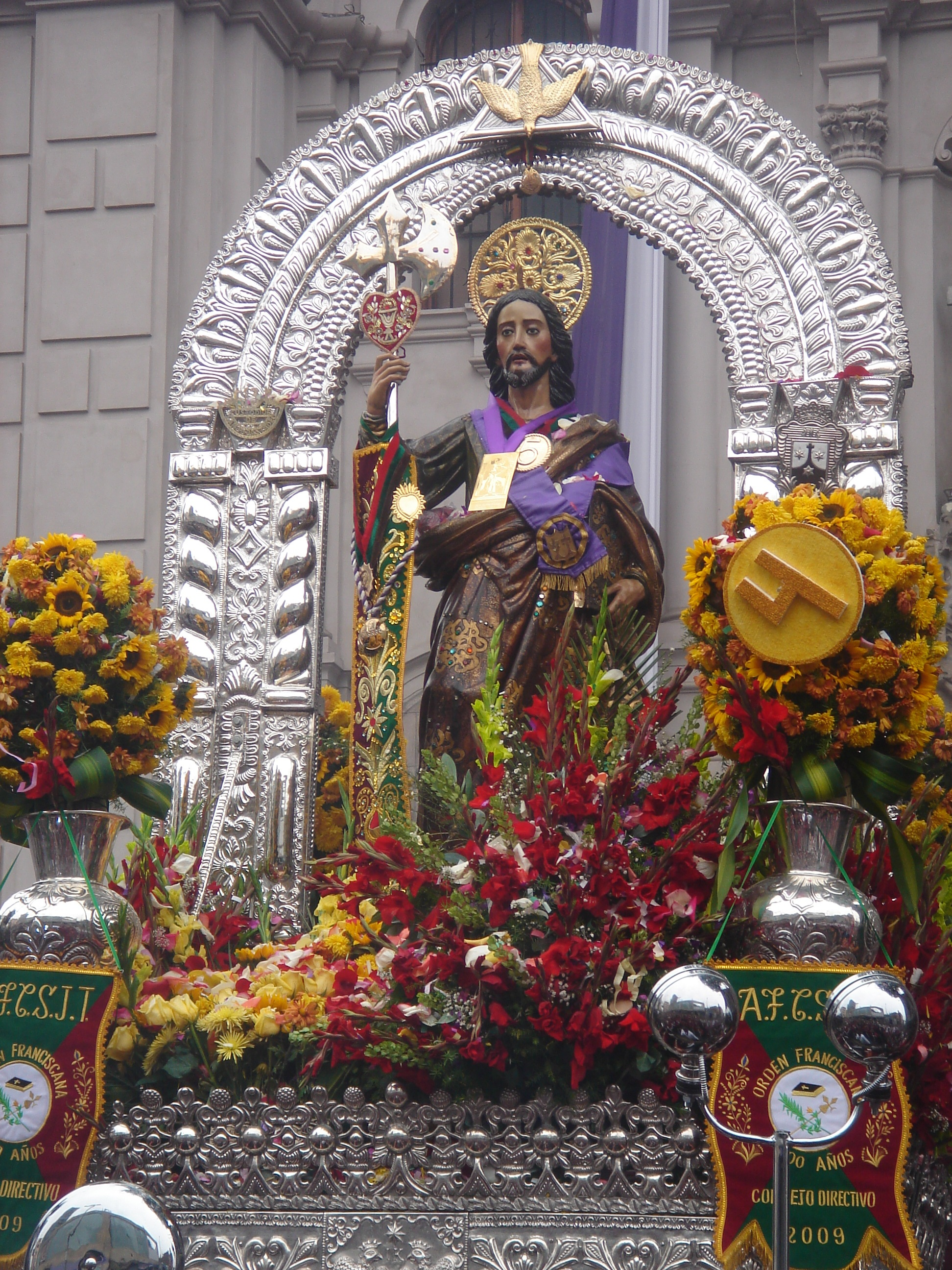
Procession à Lima, Pérou.
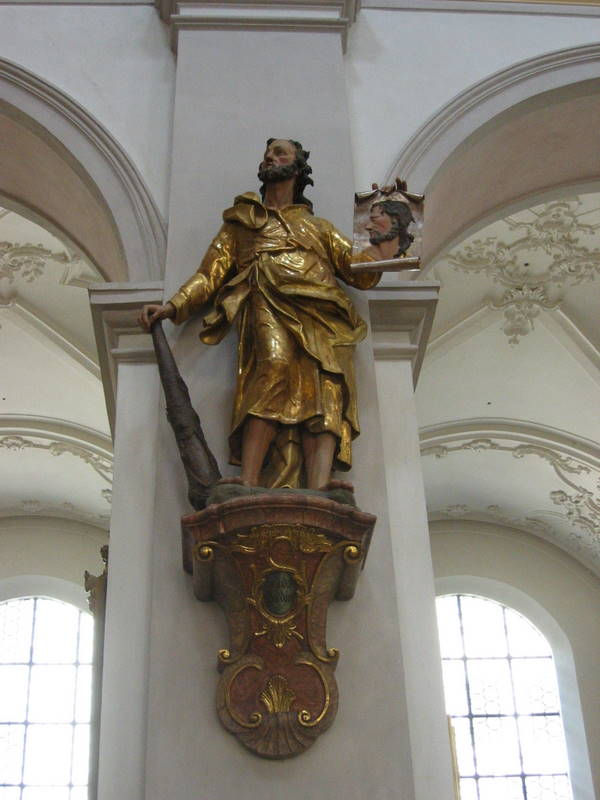
Judas portant l'image du Christ, Joseph Prötzner, église saint-Pierre, Munich.
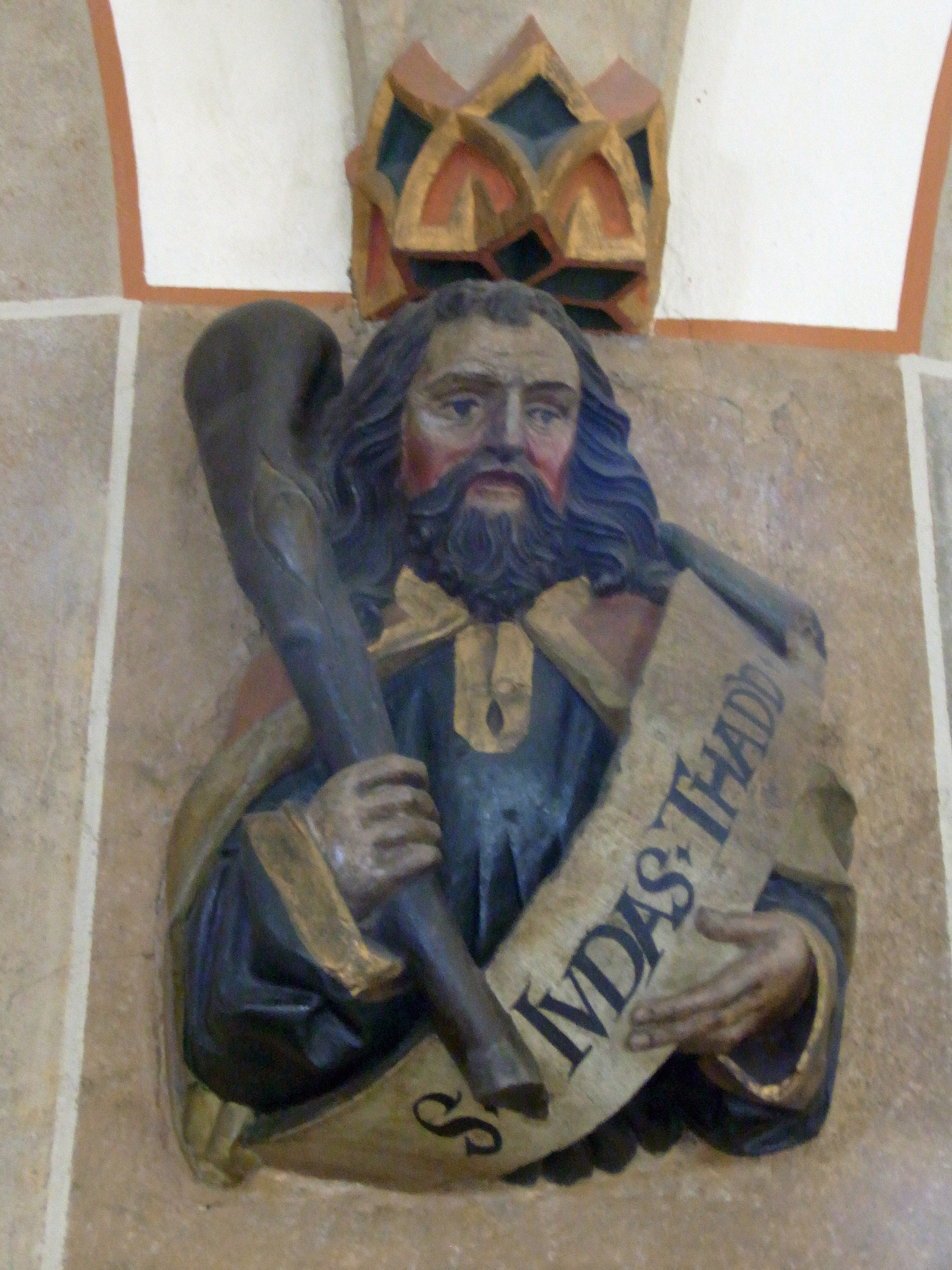
Judas avec une massue, Stadtkirche, Balingen (Allemagne).
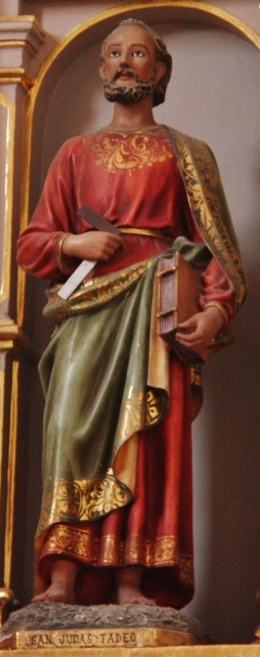
Judas jeune homme, cathédrale de Irapuato (Mexique).
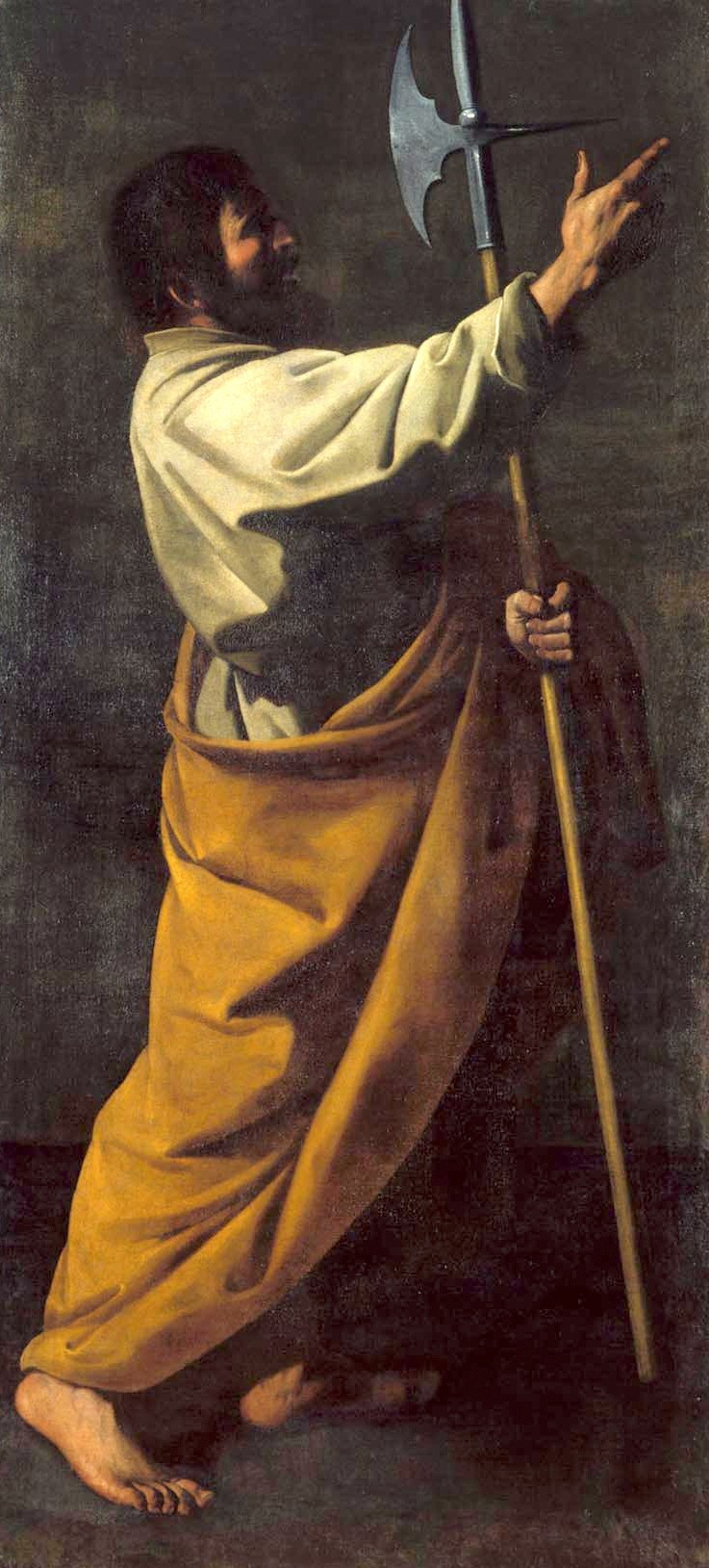
Saint Jude l'Apôtre, Francisco de Zurbarán, Musée national de l'Art ancien, Lisbonne.
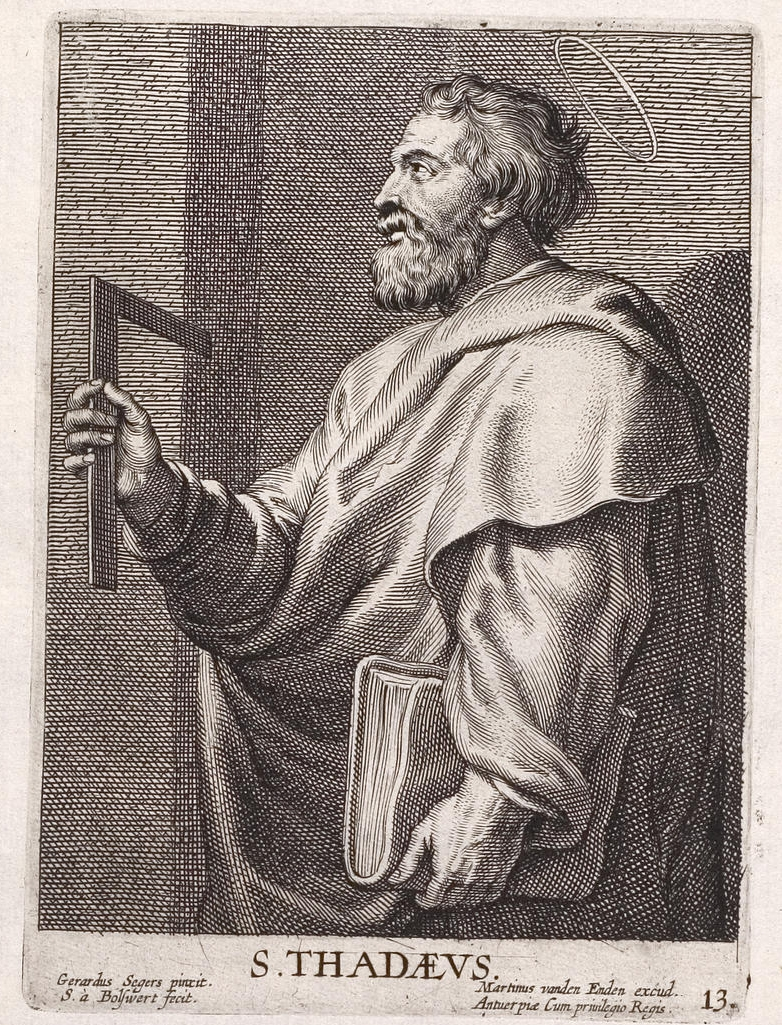
Judas avec une équerre (Cour du Prince Waldeck), Bibliothèque d'Arolsen.
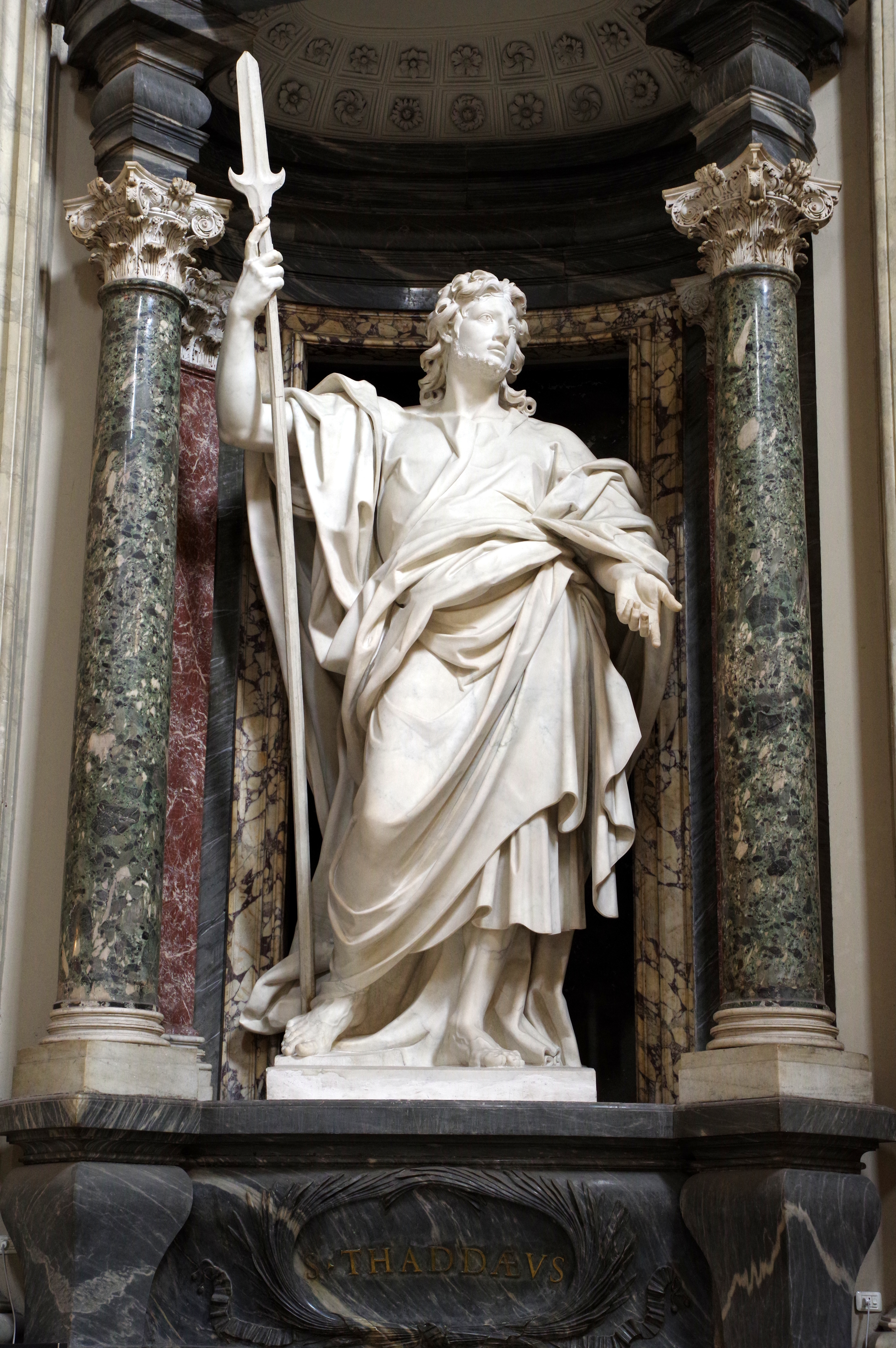
Saint Jude appelé aussi saint Thaddeus, basilique Saint-Jean-de-Latran, Rome, Italie.
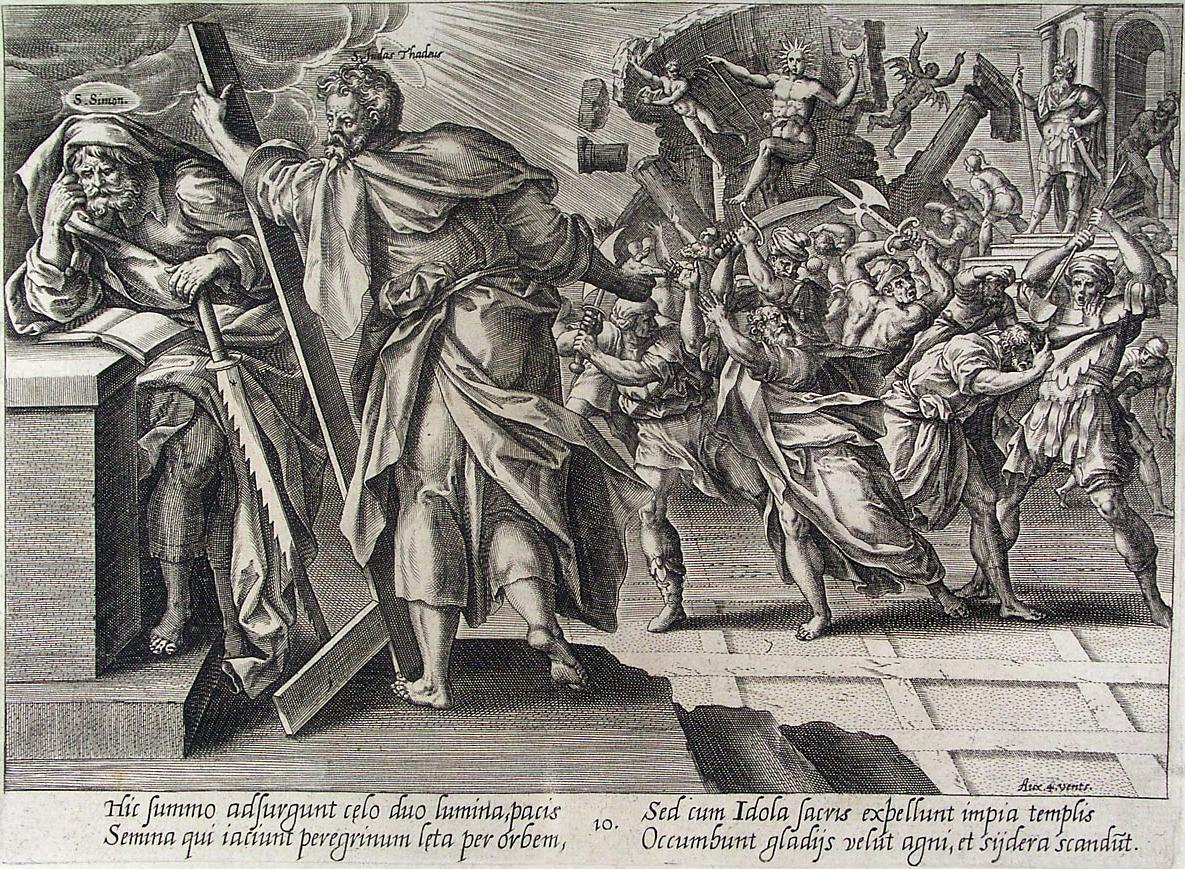
Martyre de Simon le Zélote (à gauche) et Jude (juste à côté). Gravure du cycle sur les martyres des Apôtres, Hendrik Goltzius.
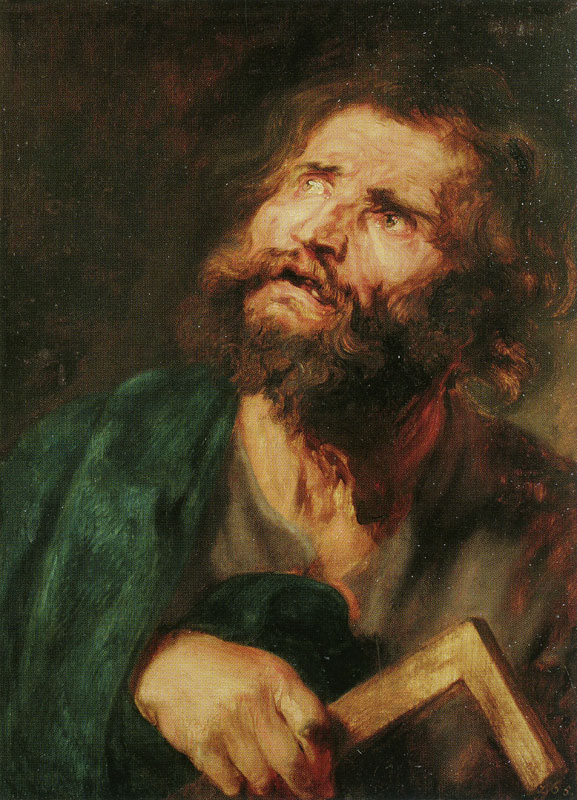
Saint Jude Thaddée, Antoine van Dyck (vers 1618-1620) Musée de la Cour d'Or, Metz.
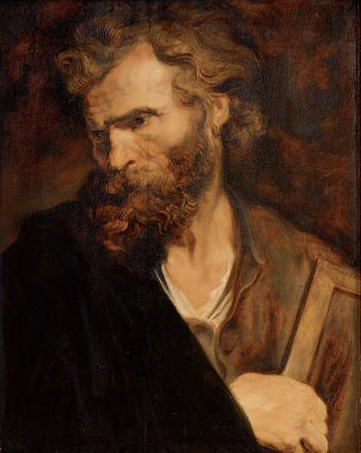
L'Apôtre Jude-Thadée, Antoine van Dyck (1619-1621) Musée d'Histoire de l'art de Vienne, Autriche.